# Willenhall
Willenhall är en ort, i unparished area Walsall, i distriktet Walsall, i Storbritannien. Den ligger i grevskapet West Midlands och riksdelen England, i den södra delen av landet, 180 km nordväst om huvudstaden London. Willenhall ligger 136 meter över havet och antalet invånare är 27 500. Willenhall var en civil parish 1866–1966 när blev den en del av Walsall, Wolverhampton och Essington. Civil parish hade 32 352 invånare år 1961. Staden nämndes i Domedagsboken (Domesday Book) år 1086, och kallades då Winehala/Winenhale.
Terrängen runt Willenhall är platt. Runt Willenhall är det mycket tätbefolkat, med 3 022 invånare per kvadratkilometer. Närmaste större samhälle är Birmingham, 15,8 km sydost om Willenhall. Runt Willenhall är det i huvudsak tätbebyggt.